# Новодолинська селищна адміністрація
Новодо́линська селищна адміністрація (каз. Новодолинский кенттік әкімдігі, рос. Новодолинская поселковая администрация) — адміністративна одиниця у складі Шахтинської міської адміністрації Карагандинської області Казахстану. Адміністративний центр — селище Новодолинський.
Населення — 5471 особа (2021; 6365 у 2009, 6581 у 1999, 7250 у 1989).